# Bonnie Hayes
Bonnie Hayes es una cantautora y productora discográfica nacida en San Francisco, Estados Unidos. Algunas de sus composiciones han sido grabadas por Cher, Bette Midler, Bonnie Raitt, Natalie Cole, Robert Cray, David Crosby, Adam Ant y Booker T. & the M.G.'s. Su hermano Chris fue guitarrista líder de la agrupación Huey Lewis and the News, y otro de sus hermanos, Kevin, baterista de Robert Cray.

## Carrera
A comienzos de la década de 1980, Hayes fundó una banda de new wave llamada The Punts, lanzado el sencillo "Shelly's Boyfriend". En 1982, la banda logró un contrato con Slash Records y cambió su nombre a "Bonnie Hayes with the Wild Combo". Una canción del álbum llamada "Girls Like Me" apareció en la película Valley Girl de 1983. La banda salió de gira como acto de apertura de Huey Lewis and the News. Hayes más tarde logró un contrato con Chrysalis Records y en 1987 publicó el álbum Bonnie Hayes. "Some Guys", el primer sencillo del álbum, fue grabada luego por Cher.
En 1988 Bonnie ingresó en la banda de Belinda Carlisle para una nueva gira mundial. En 1989, Bonnie Raitt grabó las canciones "Love Letter" y "Have a Heart" de Hayes, para su álbum Nick of Time. En 1991 se unió a la banda de Billy Idol para una gira de dos años en soporte del álbum Cradle of Love.
En 2004 Hayes publicó el álbum "Love in the Ruins".

## Discografía
- Good Clean Fun (1982)
- Brave New Girl (1984)
- Bonnie Hayes (1987)
- Empty Sky (1996)
- Love In the Ruins (2004)